# 위안저우구 (이춘시)
위안저우구(한국어: 원주구, 중국어: 袁州区, 병음: Yuánzhōu Qū)는 중화인민공화국 장시성 이춘 시의 현급 행정구역이다. 넓이는 2532km2이고, 인구는 2007년 기준으로 1,020,000명이다.

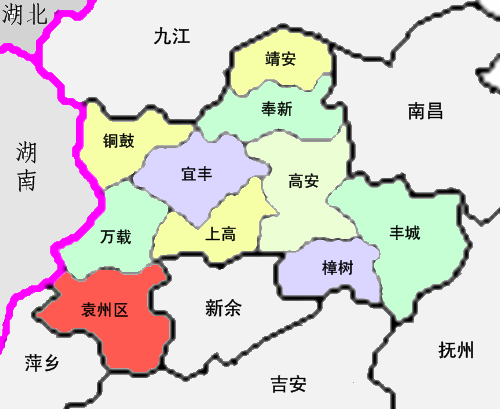

## 행정 구역
9개 가도, 8개 진, 14개 향을 관할한다.
- 가도: 灵泉街道, 秀江街道, 湛郎街道, 珠泉街道, 化成街道, 官园街道, 下浦街道, 凤凰街道, 金园街道
- 진: 彬江镇, 西村镇, 金瑞镇, 温汤镇, 三阳镇, 慈化镇, 天台镇, 洪塘镇
- 향: 南庙乡, 洪江乡, 新坊乡, 渥江乡, 芦村乡, 寨下乡, 柏木乡, 丰顶山乡, 楠木乡, 飞剑潭乡, 遶市乡, 竹亭乡, 天台山乡, 水江乡